# Speakeasy

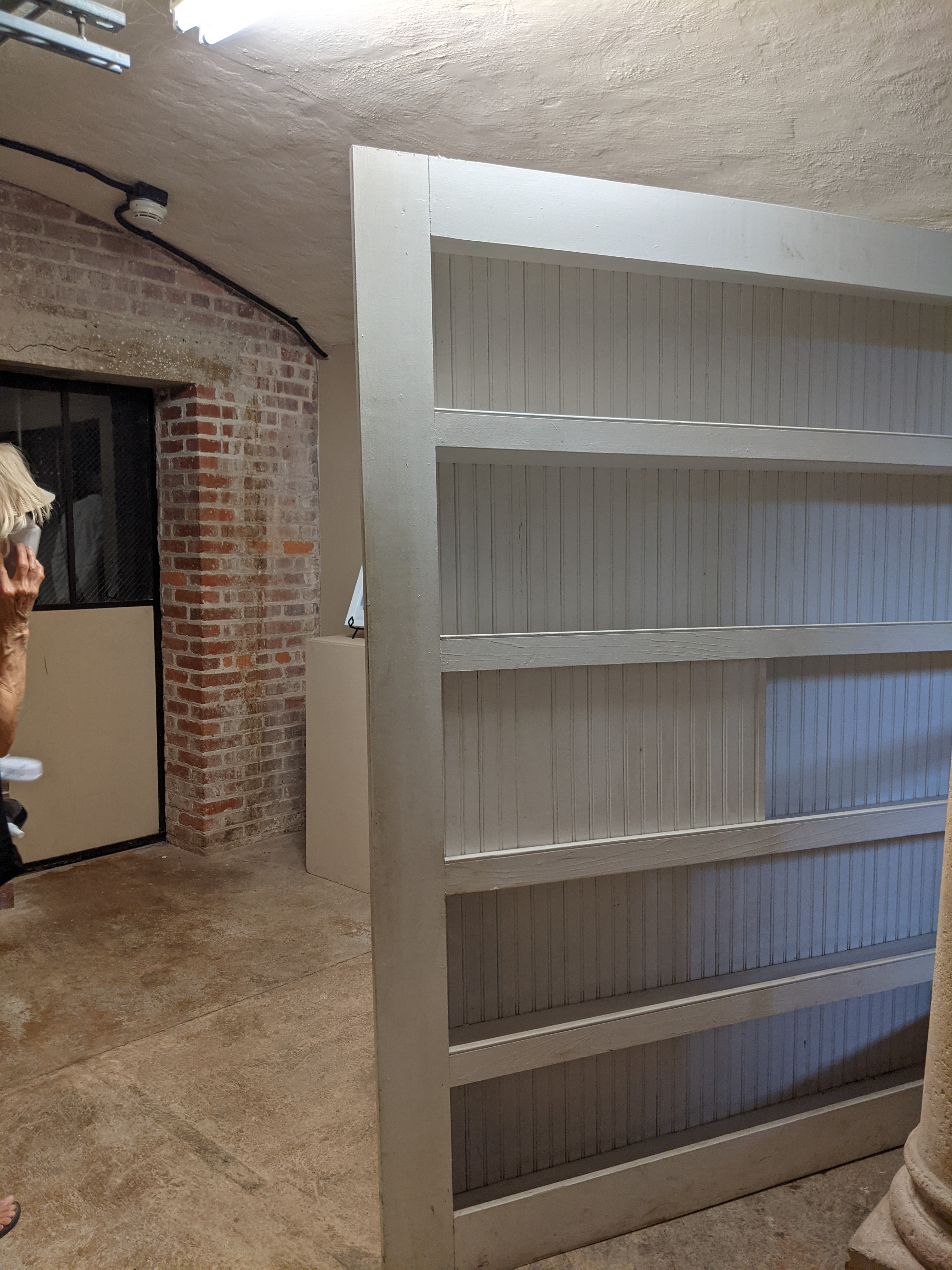
Skryté dveře od baru Speakeasy.

Speakeasy (výslovnost: spý-ký-zi, nikoliv chybně: spýk-ýzi), alternativně taky pod jmény blind pig či blind tiger, byly tajné bary v USA v době prohibice. Od roku 2000 vznikají retro bary inspirované původními Speakeasy. Během pandemie covidu-19 v roce 2022 se tento fenomén stal opět populárním, zejména v New Yorku.

## Základní informace

### Charakteristika
Charakteristické pro ně byla ilegálnost z důvodu prodeje alkoholu a mnohé další specifické znaky. Vchody do nich byly schované či zamaskované. Prostory prodejen byly často v suterénech. Alkohol se nenaléval do tradičně volených tvarů sklenic, ale např. do čajového porcelánu nebo hrnečků na kávu. Návštěvníci se z důvodů utajení snažili o tichost při návštěvě podniku.

### Některé známé speakeasy
- Chumley's – New York
- Delmonico's – New York
- Backroom – New York
- employees only – New York
- Dill Pickle Club – Chicago
- Krazy Kat Klub – Washington, D.C
- Light Horse Tavern – New Jersey
- Tobacco Road – Miami